# Quararibea platyphylla
Quararibea platyphylla là một loài thực vật có hoa trong họ Cẩm quỳ. Loài này được Pittier & Donn.Sm. miêu tả khoa học đầu tiên năm 1897.